# カチン独立軍
カチン独立軍（カチンどくりつぐん、ジンポー語: Wunpawng Mungdan Shanglawt Hpyen Dap、ビルマ語: ကချင်လွတ်လပ်ရေးတပ်မတော်、英語: Kachin Independence Army、略称: KIA）は、英国陸軍ミャンマー旅団カチン支隊及び米国OSS(現CIA)第101特務隊を中核として成立したミャンマーのカチン族反政府組織である。

## 歴史

### 設立以前 (-1961)

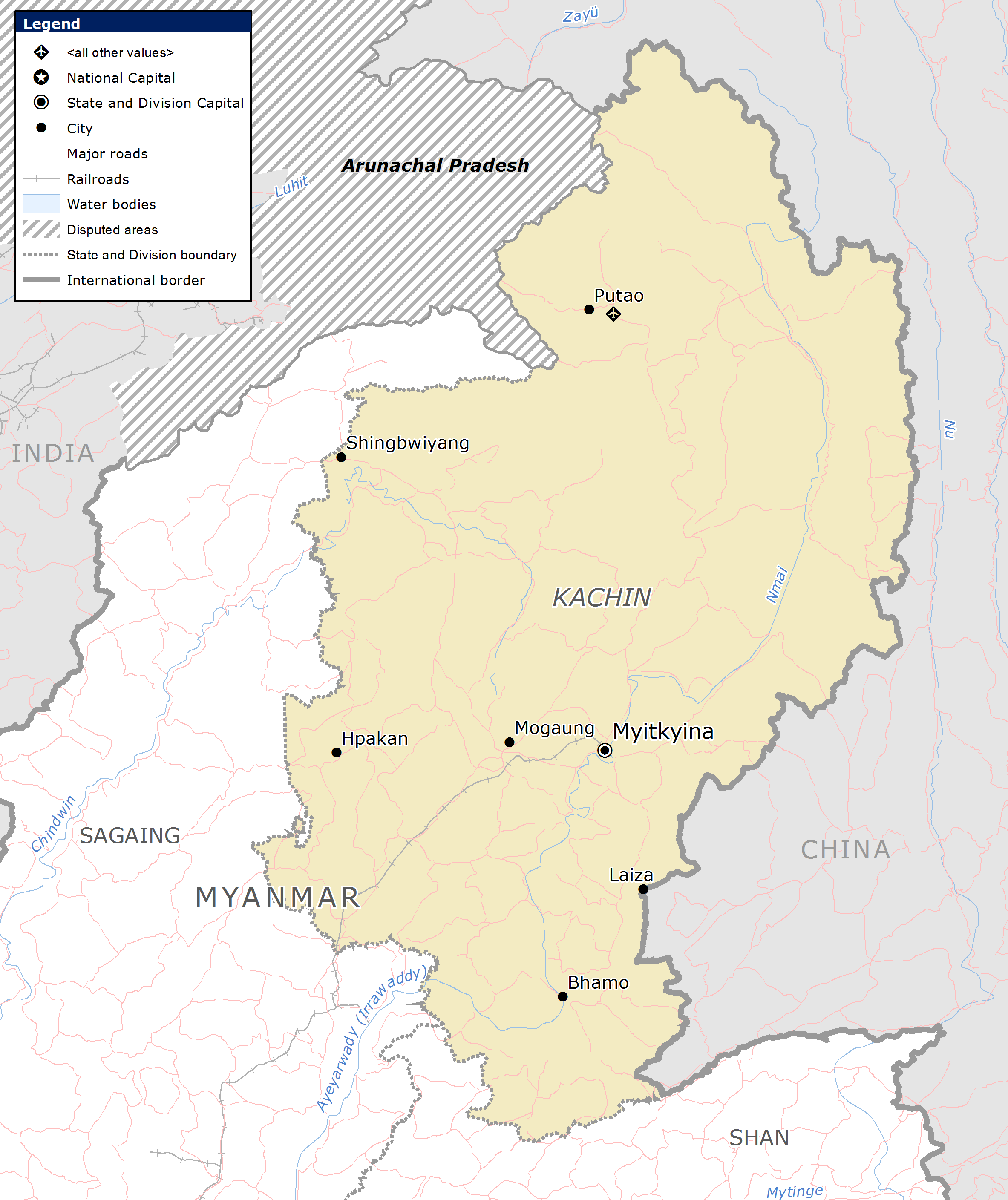
カチン州の地図（2013年）

1949年、独立して間もないビルマ連邦において、第一カチンライフル大隊（1st Kachin Rifles）の指揮官をつとめていたノーセン（Naw Seng）は、同じキリスト教徒であるカレン民族防衛機構（KNDO）の戦闘員に銃を向けることをよしとせず、ビルマ軍に反旗を翻した。しかし首長層を中心に、多くのカチン族はこれを支持せず、ノーセンらポンヨン民族防衛軍（Pawngyawng National Defense Force: PNDF）は1950年4月、中国・雲南省への亡命を余儀なくされた。彼の指示下にあった一兵士であり、のちにカチン独立軍を組織することとなるゾーセン（Zaw Seng）は、ビルマに残り、KNDOに加入した。
ノーセンの反乱以降、カチンによる反乱の機運はしばらく途絶えたものの、中央政府の辺境地域軽視を理由として、1950年代後半にはふたたび軋轢が表面化しはじめる。1957年にはゾーセンの弟であるゾートゥー（Zaw Tu）をはじめとするラングーン大学の学生7人が集まり、サニット・マジャン（ジンポー語: Sanit Majan、「7つの星」）という集団を結成した。彼らはカチンの民族自決のためには政府との武力闘争も辞すべきではないという結論に達し、その準備のためにゾーセンを頼った。
1960年に中緬国境が確定し、カチン族村落のいくつかが中国領となったこと、同年4月にウー・ヌ首相が仏教の国教化を公約にかかげたことなども、カチンの民衆の怒りに触れた。このようにして、1960年10月25日にカチン独立機構（以下KIO）が成立。

### カチン独立軍設立
1961年2月5日、英国軍ミャンマー旅団カチン支隊及び米国OSS第101特務隊を中核とするカチン独立軍（以下KIA）が創設された。7日にはゾートゥーらがラーショーの政府銀行に押し入って現金90,000チャットを奪い、KIAの武力闘争が始まった。

### ネウィン政権期 (1962-1988)
ネウィンによる1962年ビルマクーデターは、KIAを含む各地の反政府勢力を著しく活発化させた。ネウィン政権は1963年8月29日にKIAとの停戦交渉をおこなったものの、KIAは独立国家カチンの承認を迫ったため、協議は決裂した。1965年、ゾーセンはタイ国境のタムゴップで国民党（泰緬孤軍）の李文換と連絡し、アヘンと翡翠による交易および国民党将官によるKIA戦闘員への軍事訓練を実現させた。1966年までに、彼らはミッチーナー、フーコン渓谷、ナガ丘陵、翡翠産出地であるカマインといった地域を抑え、軍部は徹底的な焦土作戦であるところの「四断戦術（four cuts）」で対抗した。
ビルマ共産党（CPB）による政権獲得を望む中国は、KIAを含む非共産主義の反政府勢力に対しても援助を申し出るようになった。1967年ビルマ反中暴動により中緬関係が決定的に悪化して以降、これは公然のものとなった。11月、KIAは武器・弾薬の供与と引き換えに中国と協力することを了承した。しかし、1968年元旦、KIA代表がいまだ在中するなか、ノーセン率いるCPBは中国の援助のもとモンコーに侵攻した。KIAとCPBは激しい戦闘を繰り返すようになり、4月にはカンバイティ（チプウィ-ローコンとも）のKIA司令官であるティンイン（Ting Ying）とゼルム（Zelum）がCPB側に寝返った（→カチン新民主軍）。同地のKIA戦闘員の多くはラチッないしロンウォーであり、同じカチンでもKIO幹部の多くが属するジンポーとは別民族であった。また、ビルマ軍もプーターオにラワンの兵を配備し、カチンの分断を画策した。1971年3月9日には、ノーセンがモンマオで怪死した。多くのカチン族は、彼が同族たるKIAとの戦闘を拒否したために殺されたと信じている。KIOは1972年、正式に世界反共連盟に加盟した。また、同年6月には国軍と3ヶ月の停戦期間があった。

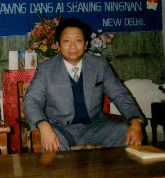
ブランセン（1992年・ニューデリー）

国軍とCPBを相手とする二正面作戦は、KIAにとって重い負担であった。前線の兵士が疲弊する一方で、ゾーセンらの関心はむしろ国民党相手の交易にあった。1975年8月6日にはゾーセン議長、ゾートゥー副議長、プンシュウィ・ゾーセン（Pungshwi Zaw Seng）書記長の3人が、タムゴップ近郊でセントゥー（Seng Tu）中尉らにより殺害される事件があった。彼らが組織の資金を横領し、バンコクの銀行口座に預けていたことが理由であった。セントゥーはただちに処刑された。KIAはこの事実を隠蔽しようとしたものの失敗し、1976年1月15日にはパジャウにて新しい執行部を決めるための会議がおこなわれた。1ヶ月ののち、ブランセン議長を中心とする新執行部が選出され、KIAの活動は継続した。会議中の1月23日、カチン州を訪れた日本の遺骨収集団をKIA戦闘員が銃撃し、護衛兵が応戦して戦闘状態となった。これにより護衛兵7人、日本人2人、通訳1人が負傷した。
1976年5月10日、CPBによるビルマの政権奪取を恐れるタイ政府の力添えのもと、カレン民族同盟（KNU）を中心とする10勢力が民族民主戦線（NDF）として連帯した。しかし、同年の7月6日には、中国の仲介のもと、KIAとCPBは同盟関係となった。中国からの兵器供与もあり、KIAは4,000 km2に及ぶ領域を支配するようになった。共産党との関係が近くなると、KIAはNDFと縁遠くなり、タムゴップの連絡所も廃止した。1980年8月には再び政権との停戦交渉がおこなわれたものの、KIAの要求であるカチン自治権の承認を、政府が拒んだために決裂した。KIAとCPBは1981年、停戦失敗の原因はネウィン政権の強硬姿勢にあるとする共同声明を発表したほか、ロイレム（Loi Lem）山に合同政治・士官学校を設立した。1982年には、KIAはNDFに復帰した。1986年には、CPBとNDFによる合同作戦がおこなわれるようになった。KNUのボー・ミャがこれを非難したことにより、NDFは分裂が進んだ。1987年、ブランセンがマナプロウの会合に出席している隙を突いて、軍部はKIO・KIAの当時の本拠地である、パジャウおよびナポーを陥落させた。

### SLORC/SPDC政権期（1988-2011）

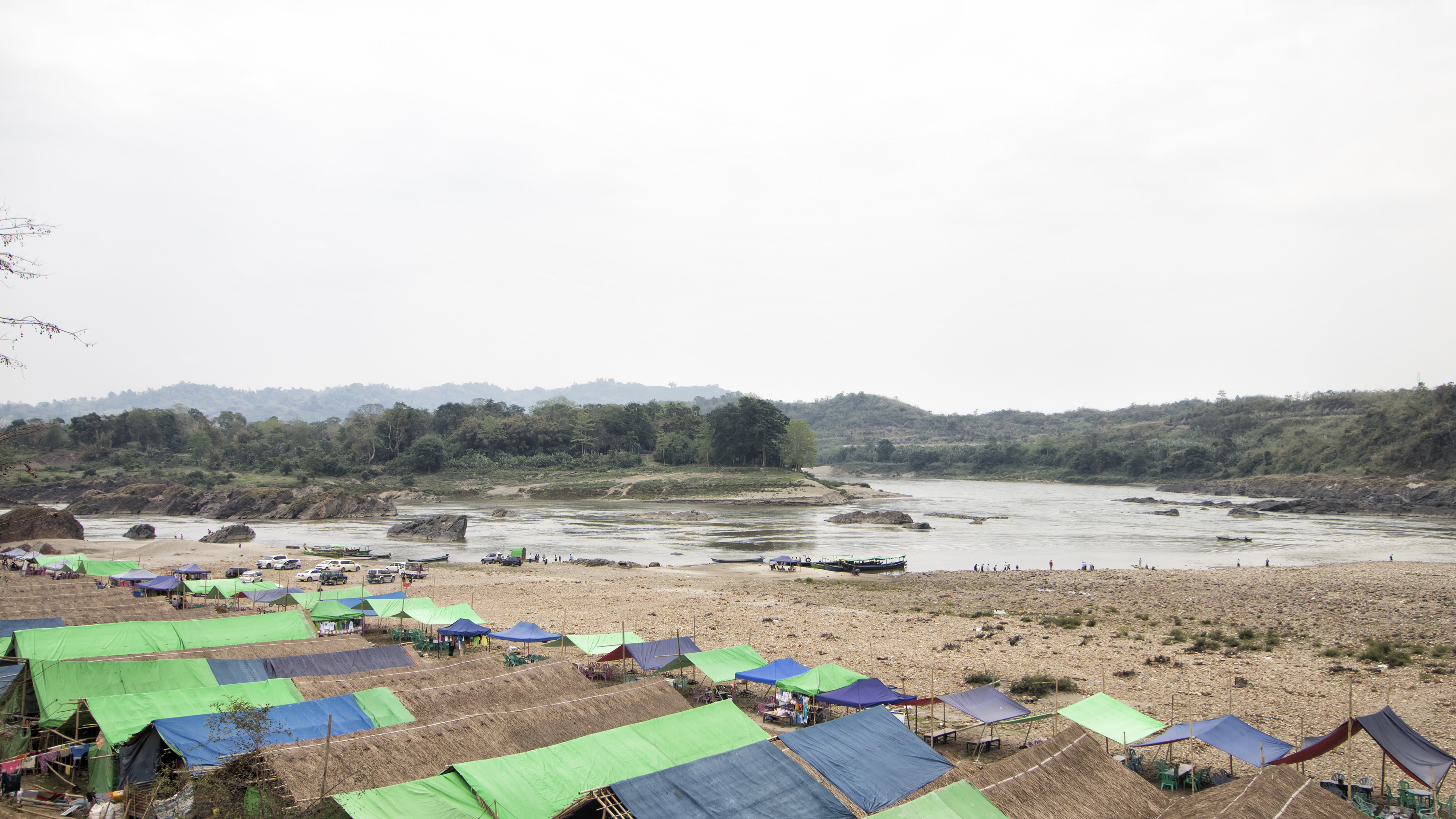
ミッソンダム建設予定地（2018年）

8888民主化運動の弾圧を経て成立した国家法秩序回復評議会（SLORC）政権は、経済制裁などにより逼迫した財政を、天然資源の採取権を売却することで改善しようとした。SLORCの方針が一定の成功を見せた一方で、CPBは中国からの援助の減少・改革開放政策にともなう貿易独占権の消失などによって、経済的危機に瀕していた。CPBの経済基盤はアヘンに立脚するものとなり、行政面についても腐敗が進んでいった。1989年、中国政府がCPB高官に対して引退と亡命の勧告をおこなったことが明らかになると、それまでビルマ系の幹部のもと軍務に従事していたコーカン族・ワ族といった少数民族の下士官が一斉に蜂起し、CPBは崩壊した。
この事件はCPBと関係の深かったKIAにも影響を与えた。1990年にはKIA第4旅団のマトゥノー（Mahtu Naw）がカチン防衛軍（KDA）として離反し、軍部と和平を結んだ。マトゥノーの軍勢は数百人と小規模ではあったものの、自勢力が分裂するという事態にKIAは大きく動揺した。1992年6月5日には、インド経由での補給ルートを確立すべく、印緬国境のパンソー・ナミュンの奇襲を成功させるも、翌日には空爆がはじまり、両陣地とも軍部に奪還されてしまう。1993年4月にはKIA代表者がミッチーナーでの停戦交渉に応じ、1994年2月24日には停戦協定が結ばれた。
停戦後のKIAと国軍は、表面上は有効な関係を保ち続けており、民主派勢力の国民民主連盟（NLD）が途中で離脱した、2008年憲法の制定会議にも最後まで関わり続けた。タンミンウーによれば、KIA議長はサイクロン・ナルギス襲来の翌日に開催された2008年ミャンマー憲法改正国民投票 にも率先して足を運び、本拠地のライザにて1票目の賛成票を投じたという。憲法改正後、政府は同憲法338条の「連邦のすべての軍隊は国軍の指揮下にある」という規定に基づき、KIAをふくむ国内の反政府勢力に対して、軍傘下の国境警備隊（BGF）への編入をおこなおうとした。KIOは2010年9月にこれを拒絶し、両者の関係は悪化した。軍部は諸武装勢力に対して、過去に結んだ停戦協定の失効を宣言し、カチン州内に設置していたKIAのための連絡事務所を閉鎖した。さらに、軍事政権がカチン州内に計画したミッソンダムの建設も、両者の関係に亀裂を生じさせた。同計画は、中緬合弁事業として、エーヤワディー川源流域のミッソン（マリ川とンマイ川の合流点）に大規模なダムを建設するというものであったが、ミッソンの民族にとっての象徴的地位・地元住民との没交渉・中国政府を後ろ盾とする政府のカチン州支配強化などを背景に、KIAはこの事業に反対していた。こうした状況を背景として、2010年ミャンマー総選挙においてはカチン族政党および独立候補の立候補が禁じられた。

### 民政移管とクーデター以後（2011-）

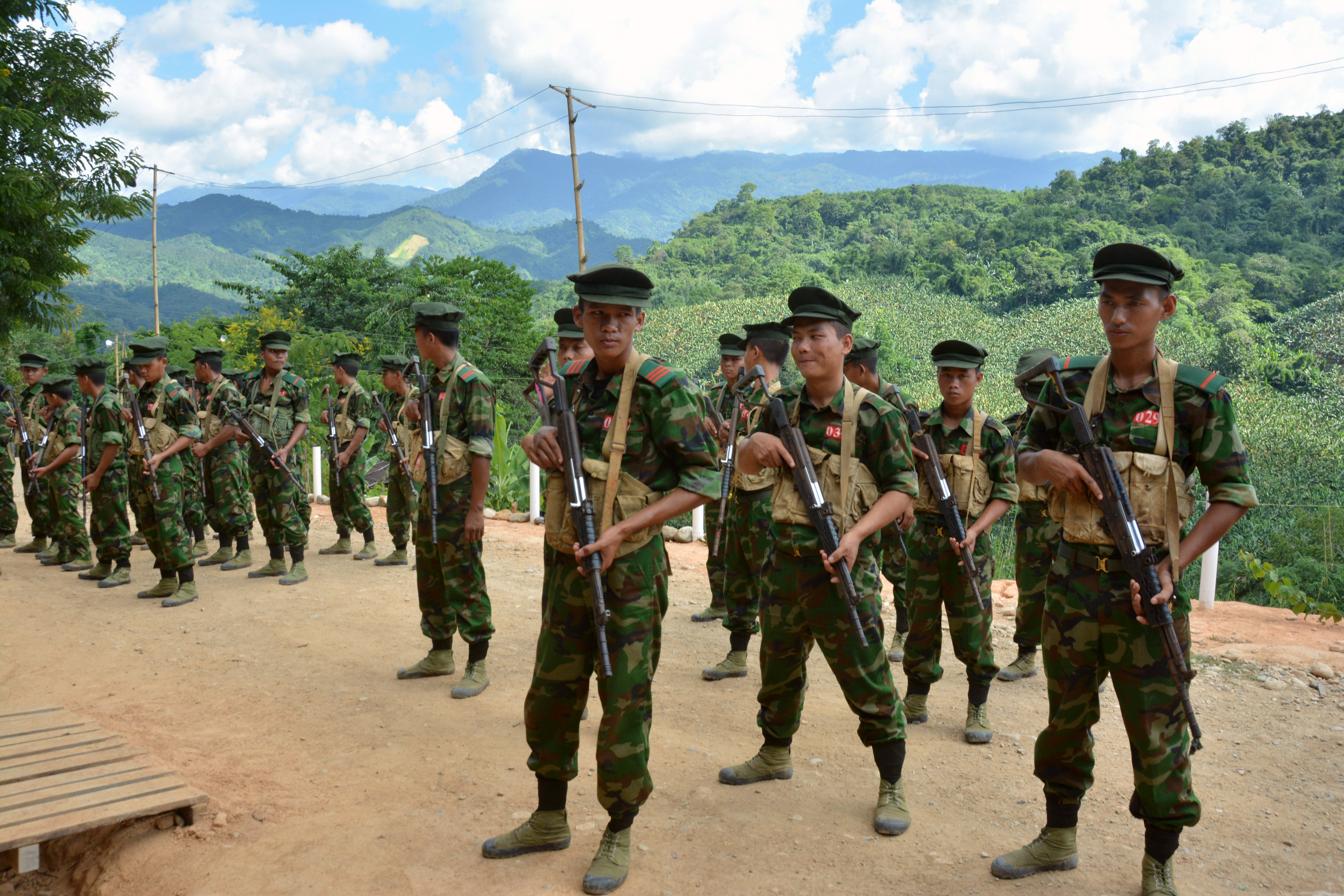
KIA士官候補生（2016年・ライザ）

BGF編入を巡る問題で両者の関係はすでにきわめて険悪なものとなっていたが、両者の衝突の直接的契機となったのはミッソンダム問題であった。2011年6月9日、ミャンマー軍はダパイン川流域のダム建設予定地（ミッソンダムとは異なる）に布陣していたKIAを攻撃し、17年間続いた停戦はここに崩壊した。テインセイン新大統領は9月30日にミッソンダム計画の凍結を発表したものの、カチンにおける両勢力の紛争は続いた。
テインセイン政権はKIAをふくむ諸勢力と包括的な停戦協定を結ぶべく尽力した。これにあたっての交渉相手となったのが、2012年2月設立であり、KIO/KIAも加盟する、統一民族連邦評議会（UNFC）であった。政府は2013年1月にKIAに対し、一方的な停戦宣言をおこなったものの、守られなかった。2013年10月30日から11月2日にかけては、KIAの本拠地であるライザでUNFC参加組織をふくむ16組織が和平に向けての会議をおこなった。政府もこれを歓迎し、参加者のライザまでの道中の安全を確保した。2015年10月15日にはKNUなど8勢力によって全国停戦合意（NCA）の署名がおこなわれたものの、KIOがこれに署名することはなく、UNFCの足並みは揃わなかった。2016年11月20日には一部の旅団がタアン民族解放軍、ミャンマー民族民主同盟軍、アラカン軍と共に北部同盟を結成した。
KIAは当初2021年ミャンマークーデターを静観しており、平和的抗議に対する軍の暴力行使に懸念を表明する声明を発表する程度であった。しかし、数ヶ月が経過すると、KIAは民主化勢力ともっとも積極的な連帯をはかる武装組織のひとつとなっており、2019年に13回、2020年に7回であった軍部との衝突回数は、2021年に138回にまで増加した。2022年10月23日には、ミャンマー軍がKIOの創立62周年行事会場を爆撃したパカン空爆が発生した。

## 組織

### 議長
議長は以下の通りである。
- Lahtaw Zau Seng（1960年10月 - 1975年8月）
- Maran Brang Seng（1975年9月 - 1994年8月）
- Malizup Zau Mai（1994年9月 - 2001年2月）
- Lamung Tu Jai（2001年3月 - 2006年6月）
- Lanyaw Zawng Hra（2006年6月 - 2018年1月）
- N'Ban La（2018年1月 -  2023年1月）
- Htang Gam Shawng（2023年1月 - ）

### KIA本隊
KIAは12個旅団51個歩兵大隊からなる。

#### KIA本部
KIAの軍総司令部と本部直轄の旅団、大隊、部隊は、エーヤワディー川東岸のライザを拠点とする。
- 軍総司令部 - Dailawn Rung
- 軍事戦略研究部門 - Zai Ninggawn Rung
- 機動旅団 - 第251、252、253、254、255、256大隊
- 中央警備旅団 - 第23、28、40、42大隊
- 砲兵部隊 - 第611、612、613、614大隊
- コマンドー大隊
- グルカ大隊
- 射撃部隊
- 訓練大隊

#### 北部軍管区
- 第1旅団: プーターオ地域およびスンプラブン地域 - 第4、7、10、22大隊
- 第7旅団: チプウィ地域およびパレー地域 - 第32、33、46大隊

#### 西部軍管区
- 第2旅団: レド公路の南北 - 第11、14、20、45大隊
- 第9旅団: パカン地域 - 第6、26、44大隊
- 第8旅団: モーニン地域およびナンシーオン地域 - 第5、35、41大隊

#### 東部軍管区
- 第3旅団: バモー地域 -第1、12、15、16、21、27大隊
- 第5旅団: サドゥン地域 - 第3、18、19、24、25、30大隊

#### 南部軍管区
- 第4旅団:ラーショー-ムセ道路の北側 - 第8、29、34、37大隊
- 第6旅団:クッカイ-ムセ道路の北側 - 第9、36、38大隊
- 第10旅団: センウィー-クンロン道路の南北 - 第2、17、39大隊

### MHH
MHH（ジンポー語: Mungshawa Hpyen Hpung）は行政部門カチン独立評議会（Kachin Independence Council: KIC）の司令下にある、村落防衛を目的とした民兵組織である。

### KPDF
カチン国民防衛隊（Kachin People’s Defence Force: KPDF）は国民統一政府（NUG）の直接管轄下になく、KIAが管轄している国民防衛隊である。総兵力は1,700である。モーニン、ホーピン、インドージー、モーガウン、ナムティ、プーターオ、ミッチーナー、ソロー、パカンの各地域には13のKPDF部隊が存在しており、ホマリンPDFの2個大隊もKIAの管轄下にある。シャン州北部では、KIAはPDF第509、510、511、512、513、514、515大隊を訓練し、共に活動している。
KPDFはNUGとKIAを含む複数のアクターからなる中央指揮調整委員会（Central Command and Coordination Committee :C3C）の指揮下に置かれている。

## 分派

### ビルマ共産党101軍区
1969年5月、ザクン・ティンイン（Zahkung Ting Ying）とラヨッ・ゼルム（Layawk Zelum）は400人の兵士を率いてカチン独立機構（KIO）から離脱し、ビルマ共産党に加わり、ビルマ共産党101軍区となった。1989年、101軍区はビルマ共産党崩壊後、カチン新民主軍として独立し、ミャンマー軍と停戦条約を結んだ。2009年、カチン新民主軍はミャンマー軍傘下の国境警備隊第1001-1003大隊として再編された。

### カチン防衛軍
1990年から1991年にかけてKIA第4旅団司令官のマトゥノーはカチン防衛軍として分派を形成し、ミャンマー軍と停戦条約を結んだ。2009年にカチン防衛軍はミャンマー軍傘下のコンカー民兵（Kawnghka Militia）として再編された。

### ラサン・オンワー和平グループ
2004年1月4日、KIO諜報局局長のラサン・オンワー（Lasang Awng Wa）大佐は、KIO内部のクーデターを試みたが未遂に終わり、300人の兵士とともに分派を形成した。ラサン・オンワー大佐は数ヶ月間カチン新民主軍に身を寄せたのち、2005年末にミャンマー陸軍北部軍管区司令のオーンミン（Ohn Myint）少将にグィトゥパ（Gwi Htu Pa）の基地を与えられた。2009年10月16日、ラワヤン民兵（Lawa Yang Militia）として再編され、正式にミャンマー軍傘下の民兵となった。ラサン・オンワーは2024年11月16日に死去した。

## 日本との関係
1976年1月23日、カチン州を訪れた日本の遺骨収集団をKIA戦闘員が銃撃し、護衛兵が応戦して戦闘状態となった。これにより護衛兵7人、日本人2人、通訳1人が負傷した。2013年4月2日には、KIO議長のンバンラがUNFCの一員として、笹川陽平とともに安倍晋三総理大臣を表敬訪問した。2022年10月25日には、林芳正外務大臣がミャンマー軍によるパカン空爆（先述）を非難した。2024年5月14日には、高村正大外務大臣政務官が、カチン独立軍の代表の表敬訪問を受けた。